# 闇に棲みつくもの
『闇に棲みつくもの』（やみにすみつくもの、原題：英: The Dweller in the Darkness）は、アメリカ合衆国のホラー小説家オーガスト・ダーレスが1944年に発表した短編小説。『ウィアード・テイルズ』1944年11月号に掲載された。
クトゥルフ神話の一つである本作は、ナイアーラトテップとクトゥグアを題材としている。舞台となったウィスコンシン州はダーレスの地元であり、ラヴクラフトが舞台にしなかった土地である。
作中時は1940年。作中作として、1939年にアーカムハウスから刊行されたラヴクラフトの短編集『アウトサイダーその他の物語』が登場し、さらにラヴクラフトやダーレスの作品の出来事が実際にあったらしいことが示唆され、虚実が入り混じる。
ダーレス神話である。ラヴクラフトの設定を改変しており、にもかかわらずラヴクラフトの設定であるかのように語っている点は、しばしば批判の対象となっている。またダーレス神話の四大霊は有名で、ダーレスは水邪神と風邪神の神話作品を量産しているが、地と火の作品は少なく、本作がほぼ唯一である。
東雅夫は『クトゥルー神話事典』にて力作と評し、アルジャーノン・ブラックウッドの『ウェンディゴ』からの影響に言及している。最終盤の、人間の足跡が徐々に怪物の足跡へと変化していく様子によって、真相を暗示するというホラー描写への着目である。

## ナイアーラトテップと四大霊

### ナイアーラトテップ

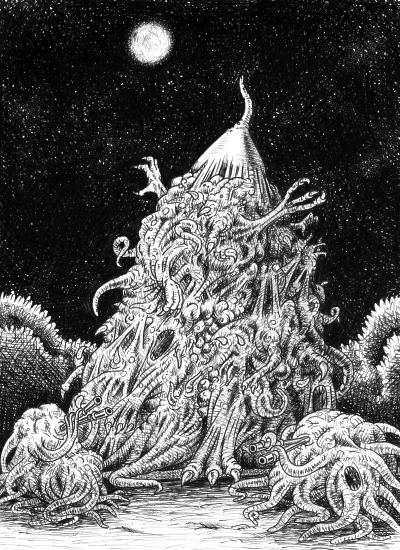
闇に棲みつくもの

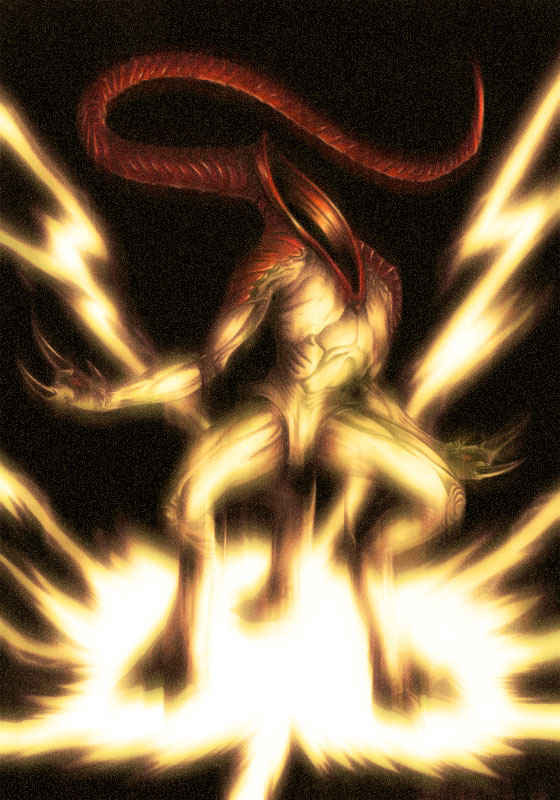
ナイアーラトテップの代表的な化身体として、クトゥルフ神話TRPGなどで頻繁にイラスト化されるようになる。

闇の魔神ナイアーラトテップは、ラヴクラフトが創造し、ロバート・ブロックがエジプト作品にて「妖蛆の秘密」と絡めて多用した神性であるが、本作品もまたクトゥルフ神話におけるナイアーラトテップ像に寄与した。新たに、ウィスコンシン州の「ンガイの森」が、ナイアーラトテップの地上の棲家と設定される。さらに化身体「夜に吠えるもの」はインパクトが大きく知名度を得て、後のクトゥルフ神話書籍ではナイアーラトテップの千の姿の中でも代表的な一つとしてしばしばイラスト化される。
本作は、リック湖の怪物「闇に棲みつくもの」の正体を推理して、対策を立てるという内容であり、過程では「湖だから水の精クトゥルフだろうか？」など、ガードナー教授の推理が展開され、最終的にはナイアーラトテップと解答が提示される。
なお、本作におけるナイアーラトテップは、以下の3つの特徴を持って描写されている。
1. 四大霊の地の精（ダーレスの新設定）：火と対立する。[注 4]
2. 闇の魔神（ラヴクラフト設定）：光で撃退される。火＝光と熱。
3. 神々の使者（ラヴクラフトやブロックの設定）：四大霊の水風地が派閥を越えて結託する。ナイアーラトテップ単独犯ではなく、姿を見せないイタカの暗躍として描写される。

### クトゥグア
また、本作は邪神クトゥグアの初登場作品でもある。もともと、四大霊「のような」設定のもとに作品を書いていたダーレスであったが、フランシス・レイニーという人物が「水風地の旧支配者はいるが、火の旧支配者が欠けている」と指摘したことで、火属性のクトゥグアが設定だけ作られ、1943年にレイニーによる設定集『クトゥルー神話小辞典』に掲載された。そしてダーレスは本作でクトゥグアを作品デビューさせたのである。また、これに伴い、四大霊「のような」旧支配者たちは四大霊となった。

## あらすじ
ウィスコンシン州のリック湖を取り巻く森は、呪われた地と不吉がられており、1940年には怪事件が実際に立て続けに発生した。飛行士が湖で巨大生物を目撃し、300年前の行方不明者の遺体がほぼ無傷で発見され、調査に赴いたガードナー教授が消息を絶つ。
「わたし」ジャックと教授の助手レアードの2人は、教授の捜索に向かう。教授の書付には、森の闇に棲みつく存在が暗示されていた。わたしとレアードは、夜の闇に吠える何者かの声を聞く。レコード盤には、不気味なフルート音、忌まわしい呪文に続き、「フォマルハウトの下で、クトゥグアを呪文で召喚し、ナイアーラトテップを駆逐しろ！」という教授の伝言が録音されていた。
そして、わたしとレアードは怪物の姿を目撃し、何者かに追われる。たどり着いたロッジで待ち構えていたところ、ガードナー教授が来る。教授は、土地の自然現象が人間に幻覚を見せるだけなのだと説明する。教授は照明を避けるように振る舞い、さらには手を滑らせて録音盤を壊す。疲労した三人は夜の眠りにつくが、レアードはわたしを起こす。教授が眠った形跡はなく、書付や資料と共に姿を消していた。そしてフルートと遠吠えが、ロッジに近づいてくる。
わたしとレアードは、録音されていた教授の伝言通りに、クトゥグア召喚の呪文を叫ぶ。炎の精クトゥグアにより森は焼き払われ、ナイアーラトテップは空へと逃げ去る。大火災から急いで車で脱出する間際、わたしは、教授が森へと向かう足跡が、一歩ごとに変化して巨大な怪物のものに変わっていく痕跡を目にする。

## 主な登場人物
- ジャック - 語り手。大学勤務。
- レアード・ドーガン - ガードナー教授の助手。
- アプトン・ガードナー教授 - ウィスコンシン州立大学の考古学者。森に踏み入ったことでナイアーラトテップに捕らえられる。時空を超えて連れ回される旅の中で、クトゥグア召喚法を知り、レアード達に伝える。最終的には生還叶わなかった。
- パーティエル教授 - 元ウィスコンシン大学の教授で、オカルトに没頭するあまり大学を退職させられた過去を持つ。ガードナーの推理は間違っている等、非当事者としてほのめかす程度にアドバイスをする[注 3]。
- ナイアーラトテップ - 「盲目にして無貌のもの」「夜に吠えるもの」「闇に棲みつくもの」と形容される。容姿は、円錐形の顔のない頭部に、触手と手を備える流動性の肉体というもので、2匹の笛吹きを従える。姿が湖近くの石碑に刻まれる。ただし変幻自在に姿を変える邪神であり、人間にすら化ける。
- クトゥグア - 火の精。ラヴクラフトが全く記さず、アブドゥル・アルハザードも曖昧にしか書いていない存在。無数の炎の小球を伴い、召喚に応じる。

## 収録
- 『クトゥルー4』青心社、岩村光博訳

## 関連作品
本作に影響を与えた作品
- 壁のなかの鼠（ラヴクラフト、1923）
- ウェンディゴ（アルジャーノン・ブラックウッド、1910）
- クトゥルー神話小辞典（フランシス・レイニー、1942+1943）

後続の作品
- 暗黒の儀式 - ダーレスが翌1945年に、ラヴクラフトとの死後合作として発表した作品。ナイアーラトテップの登場と解説がある。
- サセックス稿本（フレッド・ペルトン、194X）
- クトゥルー神話の神神（リン・カーター、1956）
- クトゥルフ神話TRPG（サンディ・ピーターセンなど、1981-）